# Anglo-American University
Anglo-American University (AAU) je soukromá vysoká škola v Praze, která poskytuje studijní kurzy v angličtině. Byla založena v roce 1990 a jako první soukromá vysoká škola v České republice začala používat angličtinu jako vyučovací jazyk.

## Historie
Anglo-American University byla založena v roce 1990 jako Anglo-American College Jansenem Raichlem a jeho matkou Vlastou Raichlovou krátce po pádu komunismu. Jejich cílem bylo vytvořit vysokoškolskou instituci, která by spojovala středoevropské univerzitní tradice s americkými a britskými akademickými principy. Název vysoké školy v angličtině byl později změněn na Anglo-American University místo Anglo-American College. Současným rektorem univerzity je od února 2022 Jiří Schwarz.
V roce 2010 se Anglo-American University stala první univerzitou mimo Spojené státy americké, která byla vyzvána, aby požádala o institucionální akreditaci Západní asociace škol a kolejí (WASC). Akreditace byla schválena v roce 2016 a AAU se stala první takto akreditovanou univerzitou v Evropě.

## Studijní programy
Absolventi AAU získají přípravné osvědčení o vysokoškolském vzdělání v oboru Common Law (CertHE Common Law). Studium je možné v pěti studijních oborech: Obchodní administrativa; Mezinárodní vztahy a diplomacie; Humanitní a společenské vědy; Žurnalistika, média a výtvarné umění a Psychologie.
Univerzita nabízí bakalářské programy v oblastech Obchodní administrativa, Mezinárodní vztahy a diplomacie, Humanitní a společenské vědy, Žurnalistika, média a výtvarné umění, a Psychologie. V rámci Obchodní administrativy si studenti mohou vybrat z různých specializací, jako jsou marketing a digitální komunikace, podnikání a inovace, globální řízení a leadership, datová analytika pro ekonomiku a finance nebo účetnictví a finance.
Magisterské programy zahrnují obory Mezinárodní obchod a politika, Mezinárodní vztahy a diplomacie, Humanitní a společenské vědy a Obchodní administrativa. Na jejich výuce se podílejí akademici z různých zemí a všechny programy splňují požadavky příslušných akreditačních orgánů.
Na Anglo-American University studuje každý semestr zhruba 900 studentů z celého světa. Za dobu své existence univerzitu vystudovalo přes 2 000 absolventů, přičemž většinu z nich tvoří zahraniční studenti z více než světových 90 států.
Univerzita nabízí výměnné programy v rámci Evropské unie prostřednictvím programu Erasmus+, a to mimo jiné s prestižní Ludwig-Maximilians-Universität München, University of Bologna či University of Amsterdam. Mimo EU spolupracuje například s Chulalongkorn University v Thajsku, Sophia University v Japonsku a Chapman University ve Spojených státech.

## Akreditace
Většina studijních programů AAU je akreditována Národním akreditačním úřadem pro vysoké školství. V minulosti univerzita nabízela programy LLB a LLM akreditované University of London a program MBA akreditovaný Chapman University, jejíž akademičtí pracovníci pravidelně působili v Praze.
Anglo-American University je rovněž akreditována americkou akreditační agenturou WASC Senior College and University Commission (WSCUC), která hodnotí veřejné a soukromé vysoké školy a univerzity v západní části Spojených států, v Tichomoří, Peru, České republice, Arménii a ve východní Asii. AAU je jedinou univerzitou v ČR, které byla udělena tato akreditace.

## Výzkum
Členové univerzitní sekce vědy a výzkumu pravidelně publikuje výsledky své činnosti v mezinárodních publikacích a časopisech.
Své odborné články publikují především v oblasti politologie, transnacionalismu, historii transnacionalismu a mezinárodních vztahů, ale zaměřují se i na další vědní obory, například psychologii nebo muzikologii.
AAU každoročně pořádá několik významných mezinárodních konferencí a workshopů, které organizuje přímo nebo ve spolupráci s partnery. Mezi nejvýznamnější patří: Mezinárodní vědecká konference IFRS: globální pravidla a místní použití - za hranicemi čísel, diskusní série Research Coffee a mezinárodní Korejská sympozia zaměřená na vztahy mezi Jižní Koreou a Českou republikou.
Univerzita je také příjemcem různých výzkumných grantů, například od Grantové agentury České republiky, Mezinárodního Visegrádského fondu nebo Technologické agentury České republiky.

## Univerzitní zařízení

### Kampus
Hlavní univerzitní kampus se nachází v nově zrekonstruovaném Thurn-Taxisovském paláci, kulturní památce ze 17. století, která dříve patřila německému šlechtickému rodu Thurn-Taxisové a nyní je ve vlastnictví hlavního města Prahy. Prostory se skládají z 16 učeben, počítačové učebny a výtvarného ateliéru. Součastí areálu je také kavárna, nádvoří a studentské salonky.

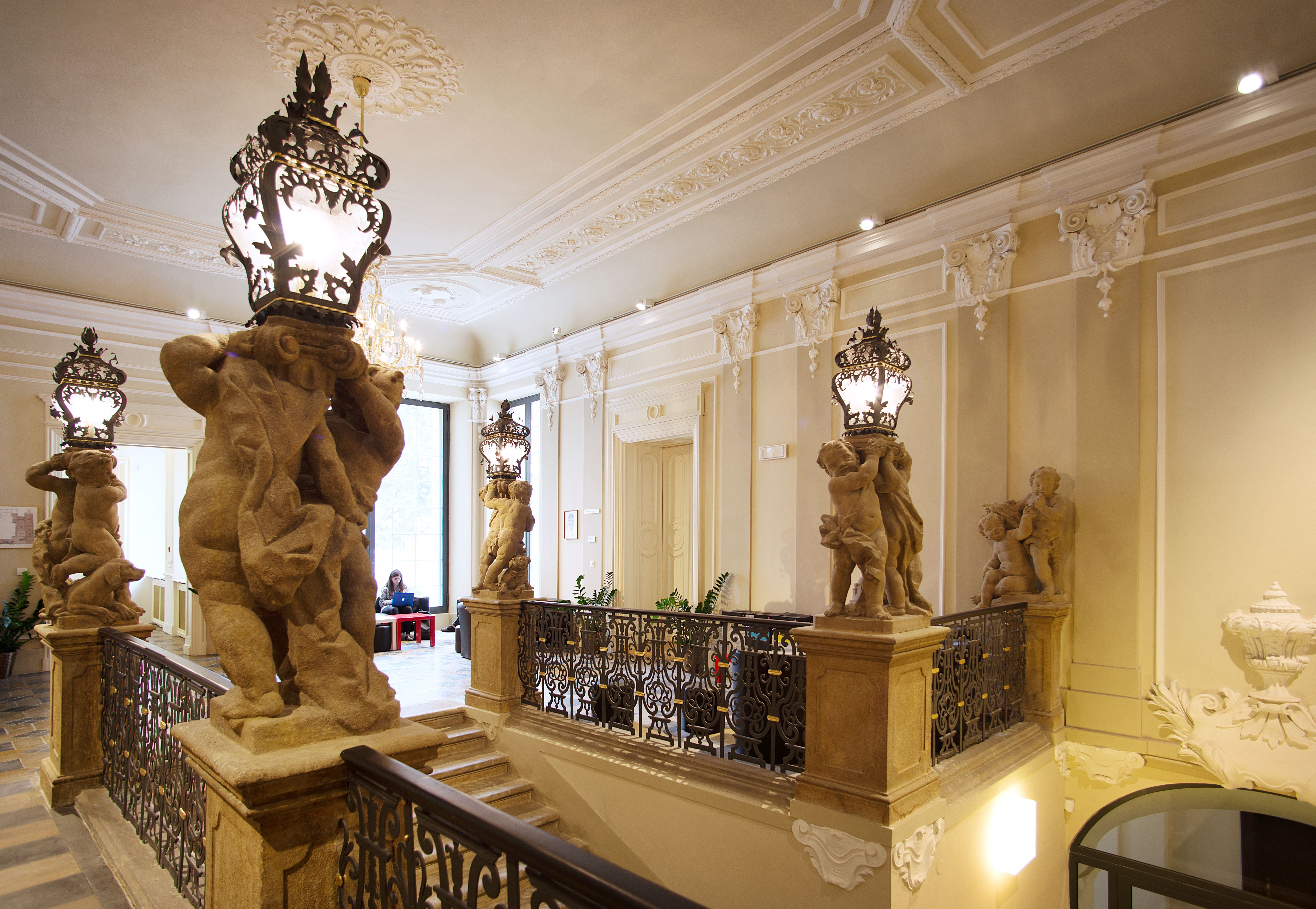
Hlavní vchod Anglo-American University se nachází v historické budově Thurn-Taxisovského paláce.

### Univerzitní knihovna
Univerzitní knihovnu čítá téměř 20 000 knih, které jsou převážně v angličtině. Studenti, zaměstnanci a vyučující AAU mají rovněž přístup k fondům Ústavu mezinárodních vztahů Praha, Ústavu pro soudobé dějiny AV ČR a dalších pražských knihoven. V knihovně se také konají hudební vystoupení a vystoupení mluveného slova, autorská čtení a diskusní skupiny.

### Výstavní galerie
Součástí Anglo-American University je také galerie, která vystavuje fotografie, obrazy, instalace a sochy studentů a pedagogů. Tato galerie spadá pod Fakultu humanitních a sociálních věd a slouží také k prezentaci prací v kurzech digitální fotografie, výtvarného umění a dalších kreativních kurzech.

### Stipendia
Univerzita provozuje systém prospěchových stipendií, umožňující výjimečným studentům studium zdarma, a to na základě studijních výsledků měřených průměrným studijním prospěchem (GPA). AAU také od roku 2022 vypisuje stipendia na bakalářské a navazující magisterské studium pro ukrajinské studenty prchající před válečným konfliktem.

## Studentský život
Centrem studentského života na Anglo-American University je Studentská rada AAU, která zastupuje zájmy studentů v plánech, politikách a postupech univerzity, zajišťuje zastoupení studentů ve vedení univerzity, volí jednoho zástupce do akademické rady a organizuje různé studentské aktivity. Studentská rada se skládá z 10 členů, kteří jsou voleni studenty na začátku každého semestru.
Mimo přednášky a semináře se mohou studenti scházet v řadě studentských klubů, mezi které patří například: basketbalový klub, tenisový šachový klub, klub vaření, taneční klub, filmový klub, fotbalový klub, fotografický klub, klub jógy, dobrovolnický klub Pomocné ruce a mnoho dalších.

### Lennon Wall
Lennon Wall je studentský časopis AAU, jehož název je odvozen od zdi Johna Lennona, památníku svobody projevu, který se nachází v blízkosti univerzity. Časopis sám sebe popisuje jako „nestranickou platformu pro začínající reportéry a budoucí spisovatele“, která je nezávislá na univerzitě.

## Obvinění ze sexuálního obtěžování
Dne 16. července 2018 zveřejnil server A2larm.cz článek, který podrobně popisuje obvinění dvou bývalých studentů, že Anglo-American University nedokázala řádně prosazovat politiku proti sexuálnímu obtěžování a nechránila své studenty. Univerzita reagovala druhý den prohlášením, v němž obvinění kategoricky popřela a uvedla, že probíhá vyšetřování obvinění ze sexuálního obtěžování, jak vyžadují univerzitní pravidla týkající se disciplinárních postupů.
V reakci na články serveru A2larm.cz, které poukazovaly na sexuální obtěžování na AAU, americký akreditační orgán WSCUC přezkoumal pravidla a postupy univerzity v reakci na stížnost podanou třetí stranou. WSCUC informoval „o strukturovaném a přísném procesu řešení stížností týkajících se sexuálního obtěžování a nevhodného chování“ a 10. srpna 2018 potvrdil, že Anglo-American University splňuje standardy WSCUC.

## Významní absolventi
- Klára Kolouchová – česká horolezkyně, která jako první Češka zdolala Mount Everest.[32]
- Alexandra Udženija – česká politička, náměstkyně primátora hl. města Prahy.[33]
- Jiří Brodský – velvyslanec České republiky v Mongolsku.[34]
- Oz Karahan – kyperský politický aktivista, předseda politické strany Union of Cypriots.[35]
- Alexander Leonhard, hrabě Colloredo-Mansfeld - vnuk Kristiny Colloredo-Mansfeld.[36]
- Lara Kodl Kellnerová – dcera zesnulého Petra Kellnera, nejbohatšího občana České republiky.[37]
- Anita Hansen Hrubešová – kaligrafka pro světové módní značky.[38]
- Egor Kolpakov – zakladatel řetězce kaváren The Minners Coffee.[39]
- Matyáš Kodl – významný český obchodník s uměním.[40]